# Зерній Євген Анатолійович
Євге́н Анато́лійович Зерні́й (26 квітня 1977 — 5 лютого 2015) — сержант Збройних сил України.

## Бойовий шлях
Народився 1977 року в селі Бірки Зміївського району Харківської облаксті.
Мобілізований 7 серпня 2014-го. Заступник командира гранатометного взводу, 92-га окрема механізована бригада.
5 лютого 2015-го загинув під Дебальцевим від осколкових поранень, котрих зазнав під час мінометного обстрілу терористами.
Без Євгена лишилися дружина та син 2002 р.н.
Похований в селі Бірки.

## Нагороди та вшанування
За особисту мужність і героїзм, виявлені у захисті державного суверенітету та територіальної цілісності України, вірність військовій присязі під час російсько-української війни, відзначений — нагороджений:
- орденом «За мужність» III ступеня (посмертно)
- в Бірках відкрито меморіальну дошку його честі на Алеї Слави.[1]